# Alexandre Émile Auburtin
Pour les articles homonymes, voir Auburtin.
Alexandre Émile Auburtin (né Elie François Alexandre Émile Auburtin le 30 avril 1838 à Metz et mort le 18 juillet 1899 à Sèvres) est un architecte français du XIXe siècle. Il fut architecte pour la Ville de Paris. 

## Biographie
Elie-François-Alexandre-Emile Auburtin naît à Metz, en Moselle, en 1838. Attiré par l'architecture, il s'inscrit à l'École nationale supérieure des beaux-arts de Paris en 1857. Il devient ainsi l'élève de Simon-Claude Constant-Dufeux. Alors qu'il est l'élève de ce dernier, Alexandre Émile Auburtin expose au salon dans la section architecture. Il y obtient une médaille de 1re classe en 1861. Diplômé en 1861, Auburtin commence aussitôt sa carrière à Paris.
Au cours de sa carrière, Auburtin participe plusieurs fois aux expositions universelles, remportant différents prix, notamment en 1889. Outre de nombreuses réalisations pour des particuliers, Auburtin répond à plusieurs commandes publiques. Il termine ainsi la construction, en 1862, de la mairie du XIVe. Il travaille ensuite à la salle des fêtes de la mairie du XIIe, puis sur les groupes scolaires Daumesnil, Diderot et Jean Bouton. Il conçoit aussi le gymnase municipal Huyghens dans le XIVe. Parmi les commandes réalisées pour des particuliers, on peut citer une Villa à Houlgate en 1882, un Hôtel rue d'Assas à Paris, en 1885, et une Villa à Beuzeval, en 1887. 
Alexandre Émile Auburtin meurt en 1899 à Sèvres.
Il est le père de l'urbaniste Jacques Marcel Auburtin (1872-1926) et du peintre Jean Francis Auburtin (1866-1930).

## Réalisations architecturales
- Mairie du 14e arrondissement de Paris en 1862.
- Groupes scolaires avenue Daumesnil, rue Michel Bizot, Boulevard Diderot et impasse Jean Bouton.
- Villa à Houlgate en 1882.
- Hôtel 36 rue d'Assas à Paris en 1885.
- Villa des Feux à Beuzeval en 1887.

## Sources
- Ressources relatives aux beaux-arts :   - AGORHA
  - Artists of the World Online
  - Musée d'Orsay
- David de Penanrun, Louis Thérèse; Delaire, Edmond Augustin ; Roux, F. :Les architectes élèves de l'École des beaux-arts, 1793-1907, Librairie de la construction moderme, Paris, 1907 (en ligne).
- Béatrice Bouvier: L'Édition d'Architecture à Paris au XIXe siècle; Les maisons Bance et Morel et la presse architecturale, Histoire et civilisation du livre, Droz, Genève, 2004.